# Оксютинські кургани
Оксю́тинські курга́ни — комплексна пам'ятка природи місцевого значення в Україні. Об'єкт природно-заповідного фонду Сумської області. 
Розташована в межах Роменського району Сумської області, біля села Загребелля. 

## Опис
Площа 2,55 га. Статус надано згідно з рішенням сесії облради від 22.02.2013 року. Перебуває у віданні: Роменська районна державна адміністрація (2,55 га), в тому числі Плавинищенська сільська рада — 1,6 га, Басівська сільська рада  — 0,95 га. 
Статус надано для збереження видатної історичної пам'ятки — групи скіфських курганів, до яких належать кургани: Царська могила, Старша могила, Сторожова могила, Середня могила, Розграбована могила та кілька менших курганів. Максимальна висота курганів — 21 м. Кургани порослі типовою для степової зони рослинністю.

## Галерея

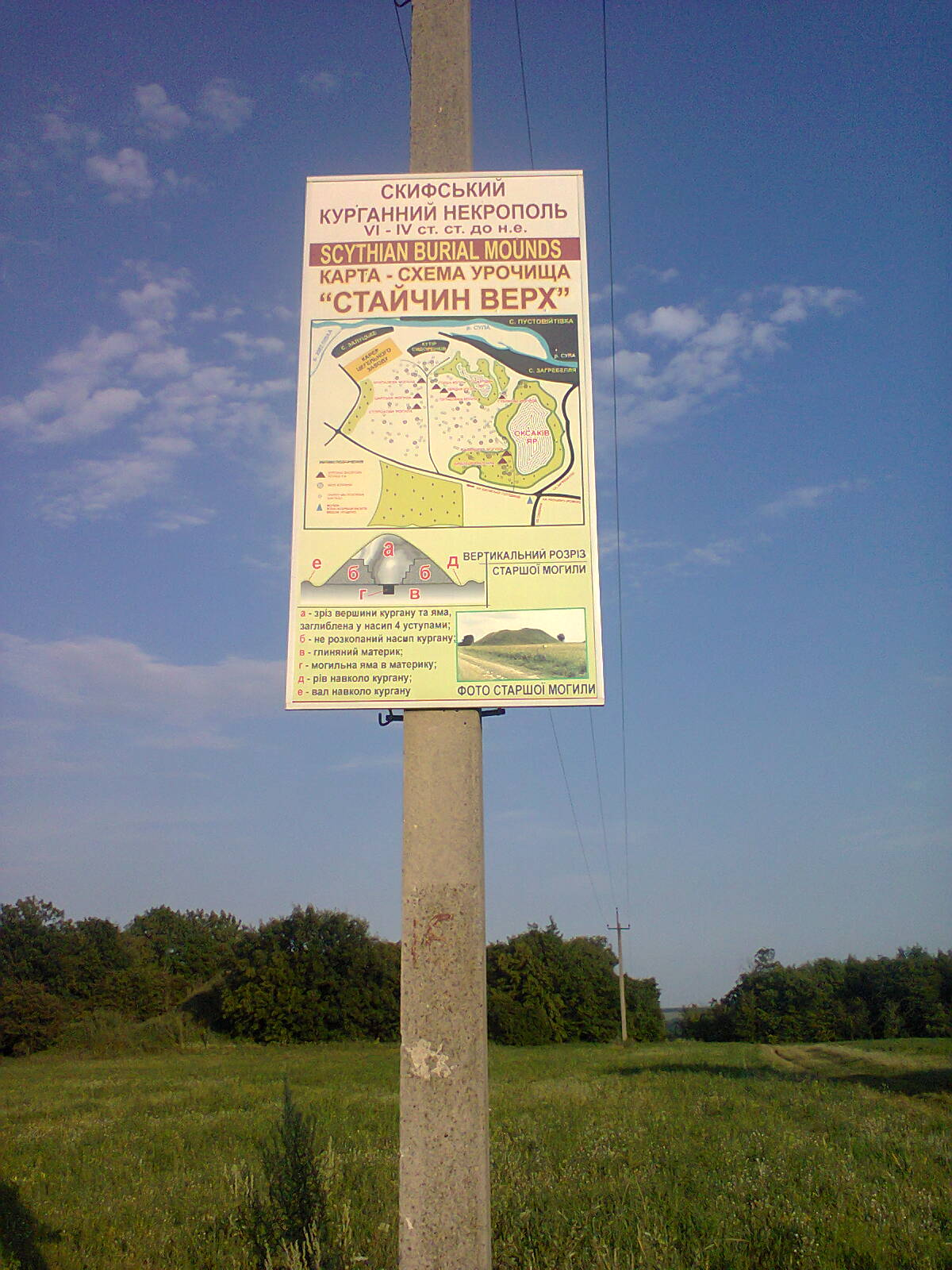
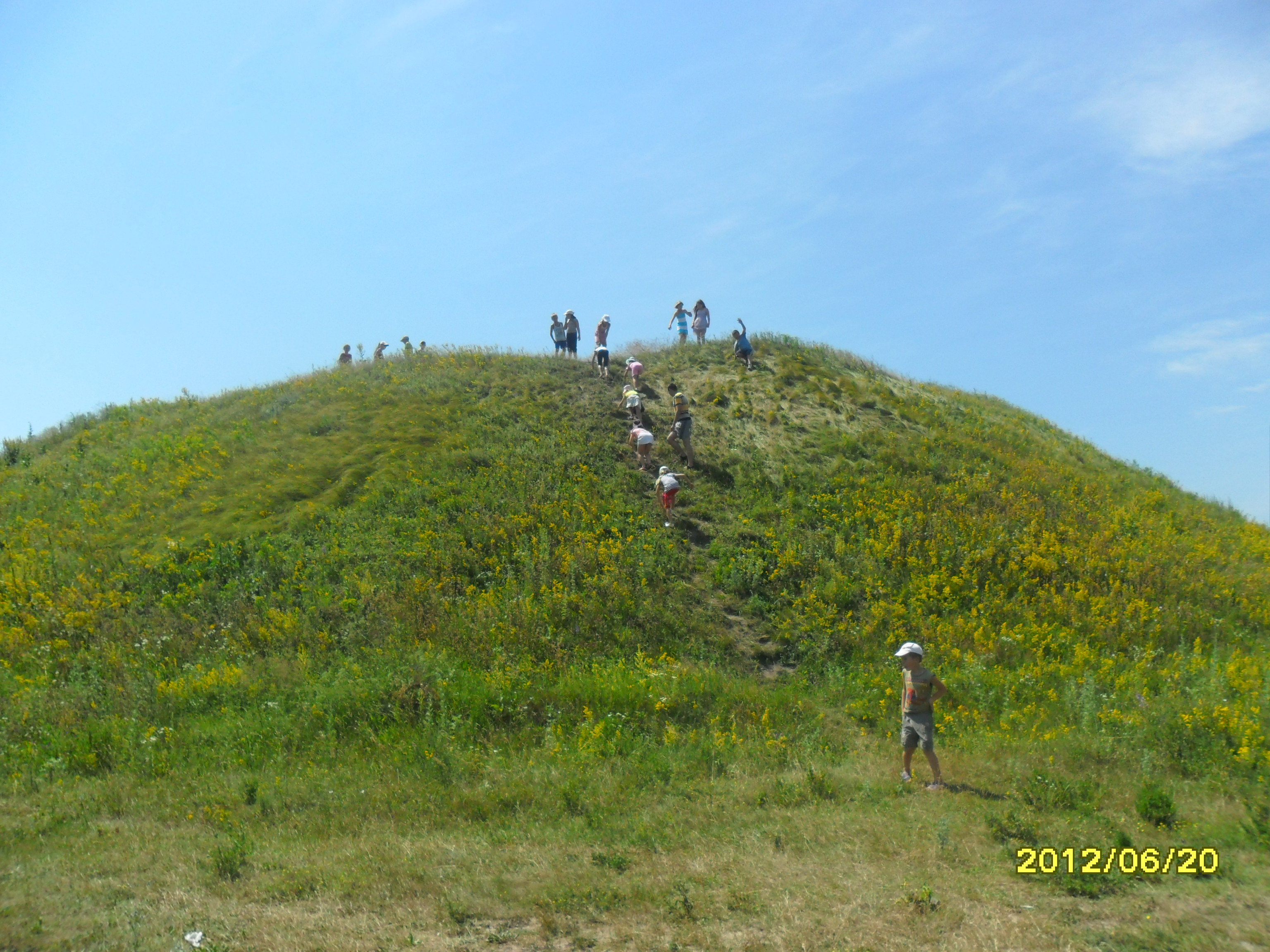
Курган Старша могила
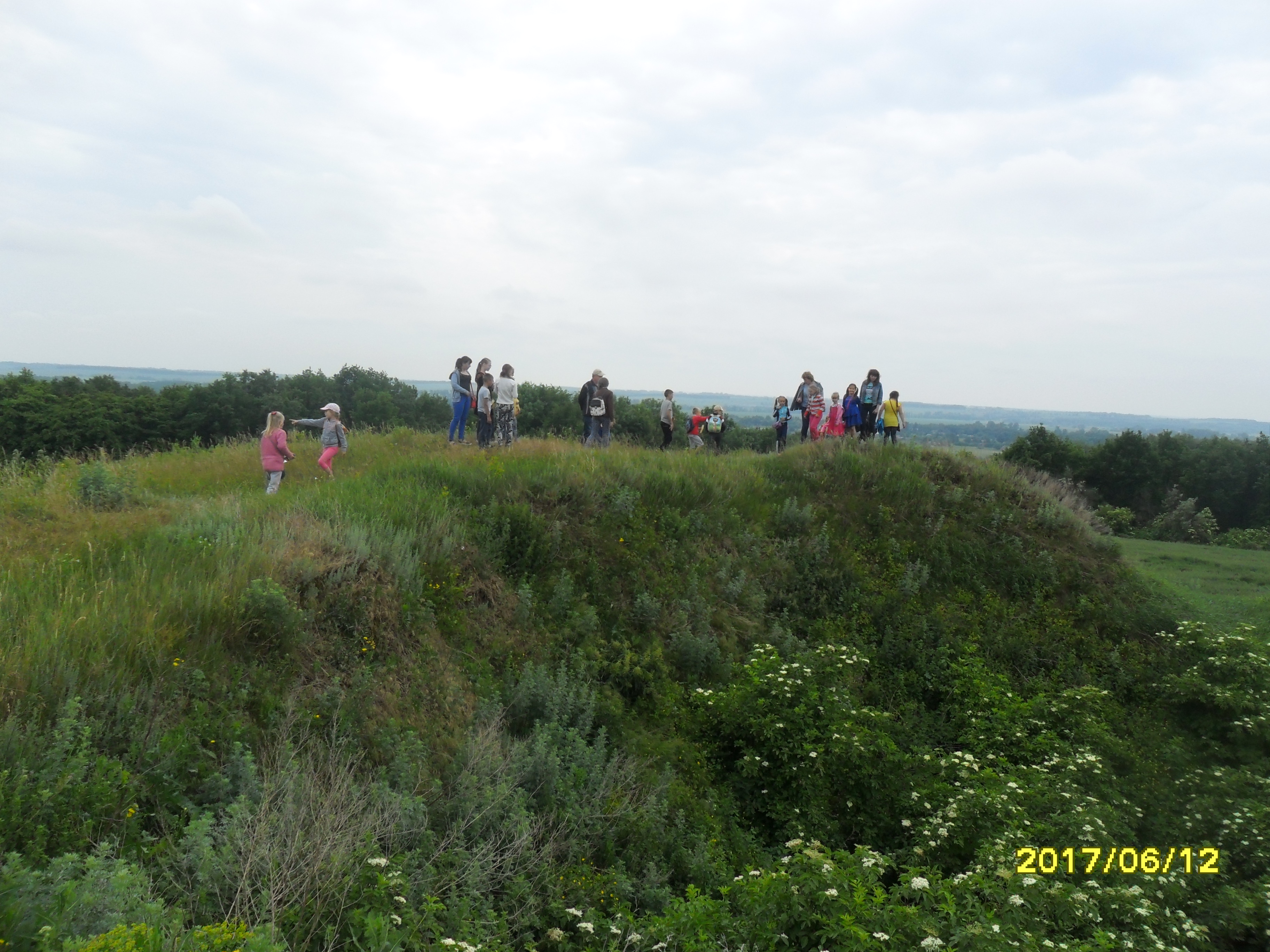
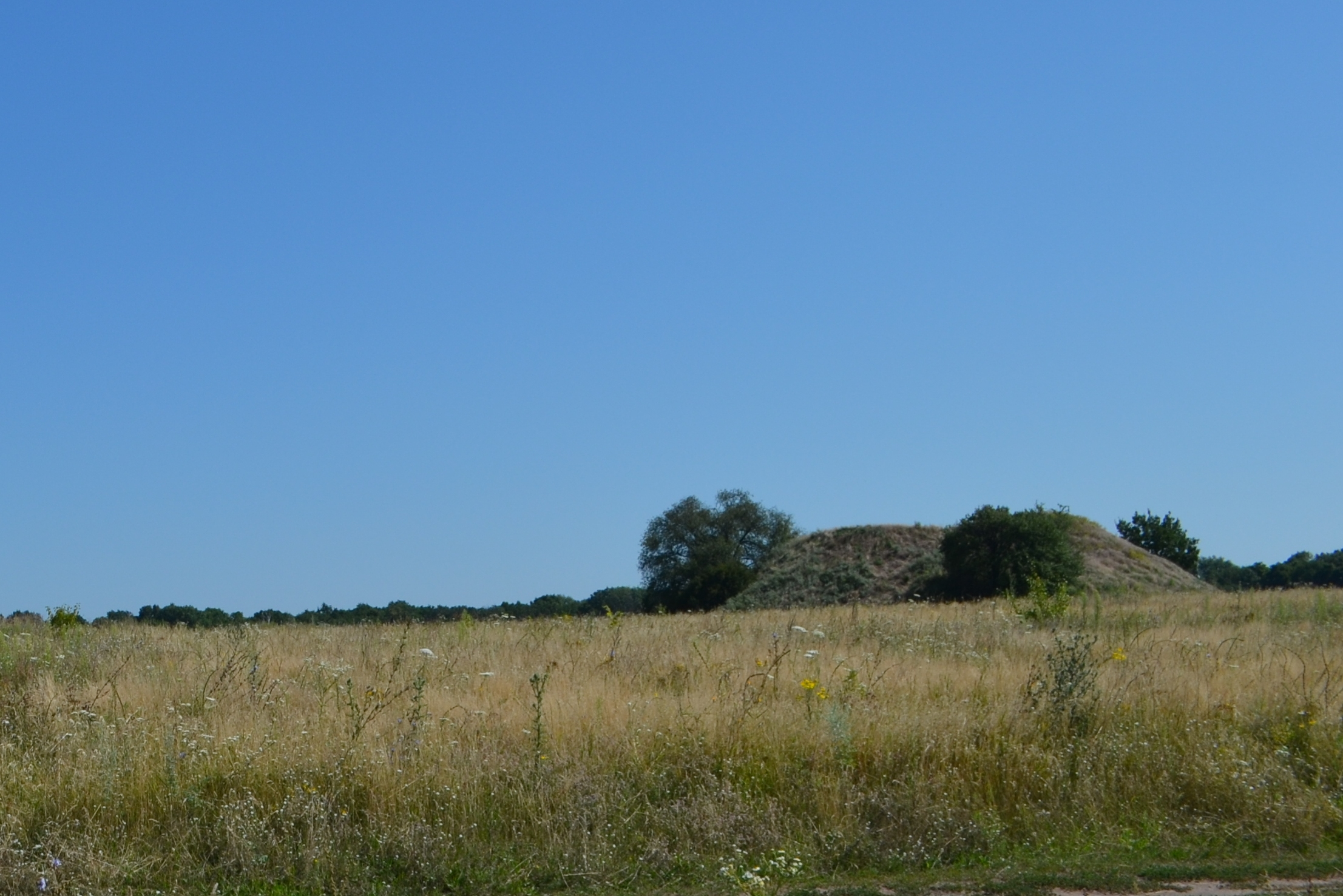